# After...
After... – polski zespół rockowy.
Grupa została założona w 2002 roku we Włocławskim Centrum Kultury przez wokalistkę Sylwię Wojciechowską, gitarzystów Cezarego Bregiera i Wojciecha Tymińskiego, klawiszowca Tomasza Wiśniewskiego, basistę Mariusza Ziółkowskiego oraz perkusistę Radka Więckowskiego. We wrześniu 2005 wokalistkę zastąpił Krzysztof „Sooya” Drogowski.
Debiutancki album, Endless Lunatic ukazał się w listopadzie 2005 roku nakładem wytwórni Oskar, a nagrany został w Studiu Islands oraz w Teatrze Miejskim w Inowrocławiu. W czerwcu 2008 roku ukazał się drugi studyjny album Hideout. W styczniu 2011 ukazała się koncertowa płyta Live at Home Materiał na ten album został zarejestrowany w 2009 roku w Teatrze Impresaryjnym we Włocławku.
Na jesieni 2011 ukazał się kolejny studyjny album zespołu zatytułowany No Attachments wydany przez firmę Metal Mind Productions.

## Dyskografia
- Endless Lunatic (2005)
- Hideout (2008)
- Live at Home (2011)
- No Attachments (2011)

## Skład
- Krzysztof Drogowski – śpiew
- Cezary Bregier – gitara
- Wojciech Tymiński – gitara
- Tomasz Wiśniewski – instrumenty klawiszowe
- Mariusz Ziółkowski – gitara basowa
- Radek Więckowski – perkusja